# Malaki Starks
William Malaki Starks (Jefferson, 13 novembre 2003) è un giocatore di football americano statunitense che milita nel ruolo di safety per i Baltimore Ravens della National Football League (NFL).

## Carriera universitaria
Nella prima stagione a Georgia nel 2022, Starks emerse come free safety titolare, guidando la difesa in snap giocati e finendo secondo in tackle, con i Bulldogs che vinsero il titolo nazionale. Nel 2023 fu una selezione condivisa All-American. Nel 2024 fu inserito per il secondo anno consecutivo nella formazione ideale della Southeastern Conference (SEC) e di nuovo premiato come All-American.
Il 6 gennaio 2025 Starks annunciò che sarebbe passato tra i professionisti.

## Carriera professionistica

### Baltimore Ravens
Starks fu scelto nel corso del primo giro (27º assoluto) del Draft NFL 2025 dai Baltimore Ravens.